# Institut des sciences et techniques des Yvelines
El Institut des sciences et techniques des Yvelines (también conocida como ISTY) es una escuela de ingenieros de Francia. 
Está ubicado en Vélizy-Villacoublay y Mantes-la-Ville, campus Universidad de Versailles Saint Quentin en Yvelines. Forma principalmente ingenieros de muy alto nivel, destinados principalmente para el empleo en las empresas.

## Laboratorio de investigación
Laboratorio de investigación
- Ciencias de la computación
- Ingeniería mecatrónica
- Sistema embebido